# Spin (rivista)
Spin è una rivista musicale statunitense, fondata nel 1985 da Bob Guccione Jr. (figlio di Bob Guccione, creatore della rivista Penthouse). La rivista, che si pone l'obbiettivo di competere con Rolling Stone, ha avuto Madonna sulla sua prima copertina.

## Storia
Nei suoi primi anni la rivista viene apprezzata per l'impegno nel pubblicare principalmente due generi musicali, il college rock e l'hip hop, che stava vivendo il suo esordio. Spin era considerato eclettico ed audace, spesso pubblicato senza troppa attenzione; ed era considerato l'unica alternativa nazionale all'orientamento più aziendale di Rolling Stone. La rivista spesso metteva in copertina artisti emergenti come i R.E.M., Prince, i Run DMC, gli Eurythmics, i Beastie Boys ed i Talking Heads, parlando però ampiamente anche di artisti già affermati come Bob Dylan, Keith Richards, Miles Davis, Aerosmith, Lou Reed, Tom Waits e John Lee Hooker.
Mettere artisti neri o artisti donne in copertina era considerato un rischio, che poteva danneggiare le vendite; in più la rivista ha dedicato numerosi servizi investigativi sulla crisi dell'AIDS quando anche le riviste gay ignoravano volutamente l'argomento. La rivista portava inoltre in copertina esponenti del punk, country, reggae, world music, experimental rock, del jazz più avventuroso, del college rock e della musica underground in generale, dando così spazio alla musica più marginale degli anni ottanta. Artisti come Ramones, Patti Smith, Blondie, X, Black Flag, ed i primi membri dei The Sex Pistols e dei The Clash venivano costantemente recensiti e menzionati dalla rivista, quando Rolling Stone ne ignorava l'esistenza. È da notare l'attenzione per la cultura hip hop che ha la rivista, quando gli altri media mondiali non dedicano alcuna attenzione al genere.
Contributi editoriali di giornalisti come Lydia Lunch, Henry Rollins, David Lee Roth e Dwight Yoakam hanno portato grande innovazione nella rivista. La rivista dedica attenzione anche alle scene musicali di città minori come Austin in Texas e Glasgow, in Scozia, quand'erano ancora pressoché sconosciute. Negli anni novanta un articolo sul country blues porta per la prima volta R. L. Burnside all'attenzione nazionale statunitense. In quel periodo Spin dà anche spazio ad altri fenomeni culturali poco conosciuti, anche non musicali, come alcuni vignettisti statunitensi, manga giapponesi, Monster Truck e serie televisive minori come I segreti di Twin Peaks.
Nel 1987 Guccione chiuse improvvisamente la rivista, nonostante negli ultimi due anni Spin fosse considerata una rivista di successo, che vendeva 150 000 copie; dopo solo un mese Guccione recuperò tutti gli uffici e gli impiegati ricominciando a pubblicare Spin, che uscì con un numero solo per novembre e dicembre di quell'anno. Nel 1997 la rivista fu acquistata dalla Miller Publishing; nel febbraio dello stesso anno venne nuovamente venduta per 5 milioni di dollari a McEvoy Group LLC.